# La Ravoire
La Ravoire település Franciaországban, Savoie megyében. Lakosainak száma 9154 fő (2022. január 1.). La Ravoire Barberaz, Barby, Challes-les-Eaux, Myans, Saint-Alban-Leysse és Saint-Baldoph községekkel határos.

## Népesség
A település népességének változása:
| Lakosok száma | 8019 | 8100 | 9108 | 8457 | 8494 | 8530 | 8939 | 9042 | 9154 |
|               | 2013 | 2015 | 2016 | 2017 | 2018 | 2019 | 2020 | 2021 | 2022 |